# John Holms
John Holms (21 septembre 1830 - 31 mars 1891), est un homme d'affaires écossais et homme politique libéral.

## Biographie
Holms est le fils de James Holms de Sancel Bank, Paisley, et de son épouse Janet Love, fille de James Love, de Paisley. Son frère William Holms est député de Paisley. Il est associé de W. Holms Bros, filateurs de Glasgow.
Il est élu député de Hackney en 1860 et sert dans la deuxième administration libérale de William Ewart Gladstone en tant que Lords du Trésor de 1880 à 1882 et en tant que secrétaire parlementaire du Board of Trade de 1882 à 1885. Lorsque Hackney est divisé en circonscriptions uninominales en 1885, John se présente dans la division centrale. Il est battu par son adversaire conservateur par 193 voix. Quelques jours plus tard, il est gravement blessé dans un accident dans le métro de Londres et a rendu invalide pour le reste de sa vie.
Il est également juge de paix pour Lanarkshire, Middlesex et Westminster et sous-lieutenant pour Tower Hamlets . Il est l'auteur de livres militaires, dont The British Army en 1875 et Our Military Difficulty .

## Vie privée
Holms épouse Elizabeth Lyon, fille d'Edward Lyon de Kennington en 1856. Il est décédé en mars 1891, à l'âge de 60 ans .